# 2012년 과테말라 지진

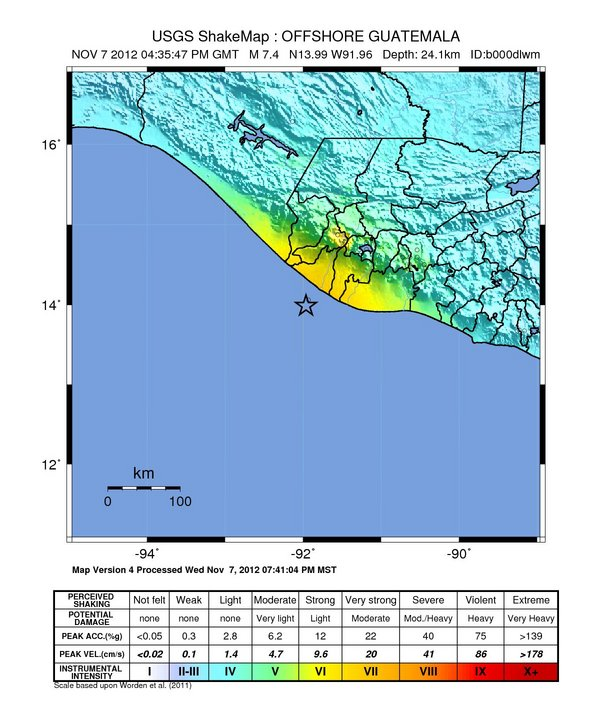

2012년 과테말라 지진은 2012년 11월 7일 과테말라에서 발생한 지진으로, 52명이 사망하였다.